# Donazione Putti e raccolta Rizzoli Codivilla
La Donazione Putti e raccolta Rizzoli-Codivilla sono due biblioteche scientifiche, ospitate all'interno dell'Istituto Ortopedico Rizzoli di Bologna.

## Donazione Putti
Deve il suo nome a Vittorio Putti, eminente ortopedico, che lasciò in eredità la sua collezione di rari testi scientifici e medici all'ospedale. È una raccolta di valore inestimabile, che comprende un migliaio di testi, tra i quali Ippocrate, Avicenna, una prima edizione di Vesalio, il Fasciculus Ketham, il primo testo di medicina illustrato, e il primo testo di ortopedia, scritto da Nicolas Andry. La donazione comprende inoltre una serie di ritratti, due manichini d'avorio usati nel 1500 e una raccolta di strumenti chirurgici.

## Raccolta Rizzoli-Codivilla
Finanziata dalla provincia di Bologna agli inizi del Novecento, la raccolta è collocata nella biblioteca Umberto I, sempre all'interno dell'istituto ed è dedicata al professor Rizzoli, fondatore dell'ospedale, e ad Alessandro Codivilla, ritenuto il padre italiano dell'ortopedia.